# Oceanum Verlag

Der Oceanum Verlag ist ein Sachbuchverlag für maritime Literatur, insbesondere Bücher über die Seefahrt und Schiffe, Schifffahrtsgeschichte, Marinemalerei sowie maritime Kunst und Kunstdrucke.

## Publikationen
Der Verlag verlegt u. a. Oceanum. Das Jahrbuch der Schifffahrt (bis Ausgabe 6 Oceanum. Das maritime Magazin), die Reihe Oceanum Spezial, die auf besondere Themen der Schifffahrt eingeht, das Deutsche Schiffahrtsarchiv, herausgegeben vom Deutschen Schifffahrtsmuseum in Bremerhaven, die Schriftenreihe des Museums und die Reihe Schifffahrt und Fotografie. 2022 zählte der Verlag ca. 100 lieferbare Titel.
Kooperationen bestehen und bestanden u. a. mit dem Deutschen Schifffahrtsmuseum in Bremerhaven, der Schiffahrtsgeschichtlichen Gesellschaft Bremerhaven e.V., dem Nautischen Verein Hamburg e.V., dem Nautischen Verein Niedersachsen e.V. sowie dem Zentralverband Deutscher Schiffsmakler (ZVDS).

## Autoren
Der Oceanum Verlag gibt u. a. Werke von folgenden Autoren heraus:
- Lars-Kristian Brandt
- Harald Focke
- Arnold Kludas
- Wolfgang Köberer
- Manfred Rech
- Lars U. Scholl
- Hans von Stackelberg